# Gregorios Palamas

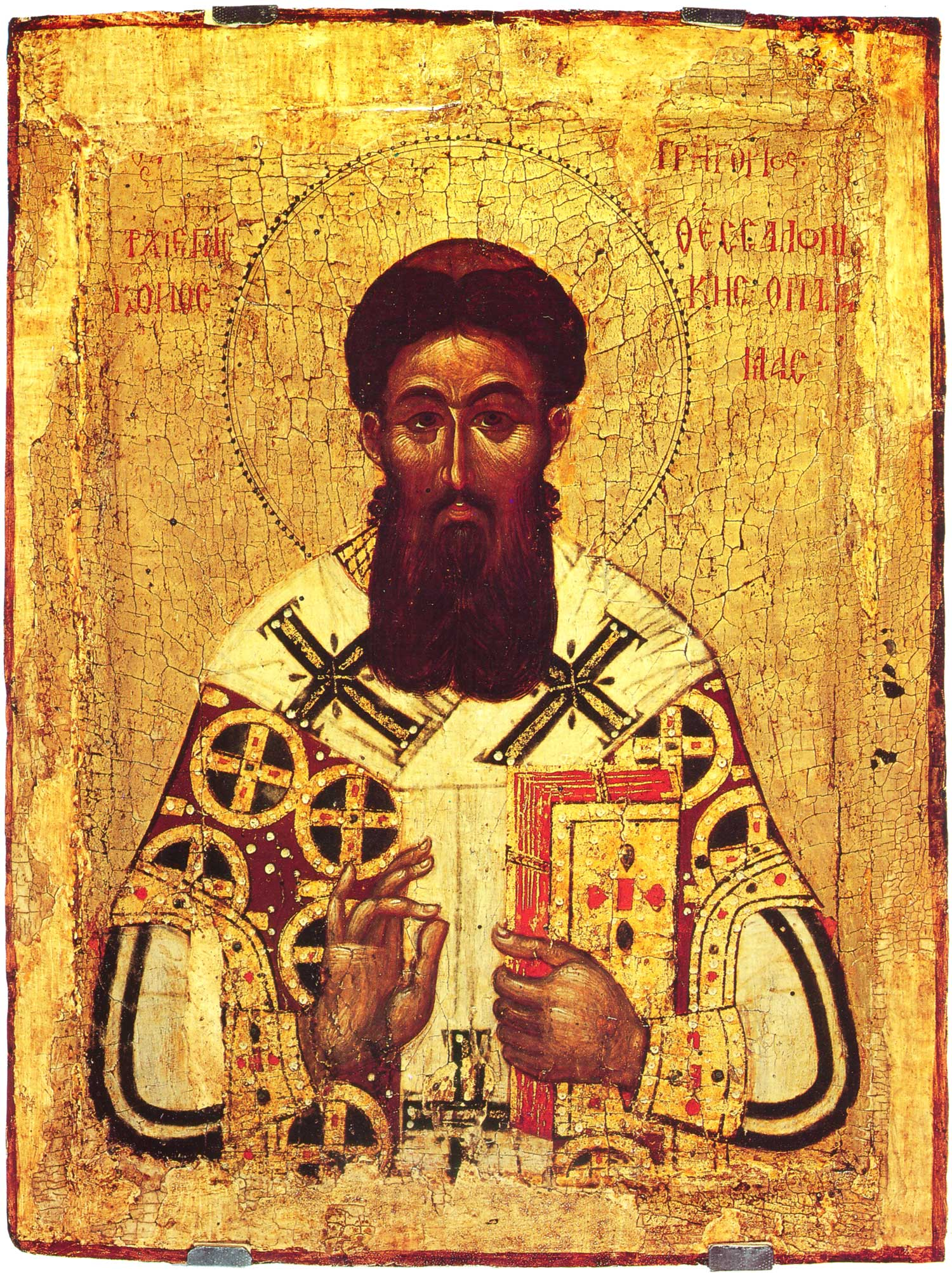
Gregorios Palamas (Byzantinische Ikone aus dem 15. Jhd.)

Gregorios Palamas (griechisch Γρηγόριος Παλαμάς; * Ende 1296 oder Anfang 1297 in Konstantinopel; † 14. November 1359 in Thessaloniki) war ein byzantinischer Theologe, Schriftsteller und Erzbischof von Thessalonike. Er wurde 1368 heiliggesprochen und zählt zu den höchsten Autoritäten der orthodoxen Kirchen.
Seine Lehre, der Palamismus, war die letzte Weiterentwicklung der orthodoxen Theologie, die für verbindlich erklärt wurde. Ein Hauptmerkmal des Palamismus ist seine Unterscheidung zwischen einem prinzipiell für die Geschöpfe unzugänglichen Wesen Gottes und den Energien Gottes, mit denen Gott sich zu erkennen gebe. Seinem Wesen nach bleibe Gott, selbst wenn er sich willentlich dem Nichtgöttlichen zuwende, immer von seiner eigenen Zuwendung unterschieden und unerkennbar. In seinen Taten hingegen, das heißt in seinen Energien, könne Gott erkannt und erfahren werden. Diese Energien hält Palamas ebenso wie Gottes Wesen für ungeschaffen.
Mit der Unterscheidung zwischen Wesen und Energien Gottes und der Behauptung der Ungeschaffenheit der Energien verteidigt Palamas theologisch den sogenannten Hesychasmus, die Gebetspraxis der Athos-Mönche, deren Gemeinschaft er selbst angehörte. Der Hesychasmus geht von der Annahme aus, dass das ungeschaffene Taborlicht vom Menschen geschaut werden könne, womit Gott in seinen Energien wahrnehmbar werde. Palamas’ Gegner meinen dagegen, dass es außerhalb von Gottes ungeschaffenem Wesen nur geschaffene Wirkungen gebe.

## Leben

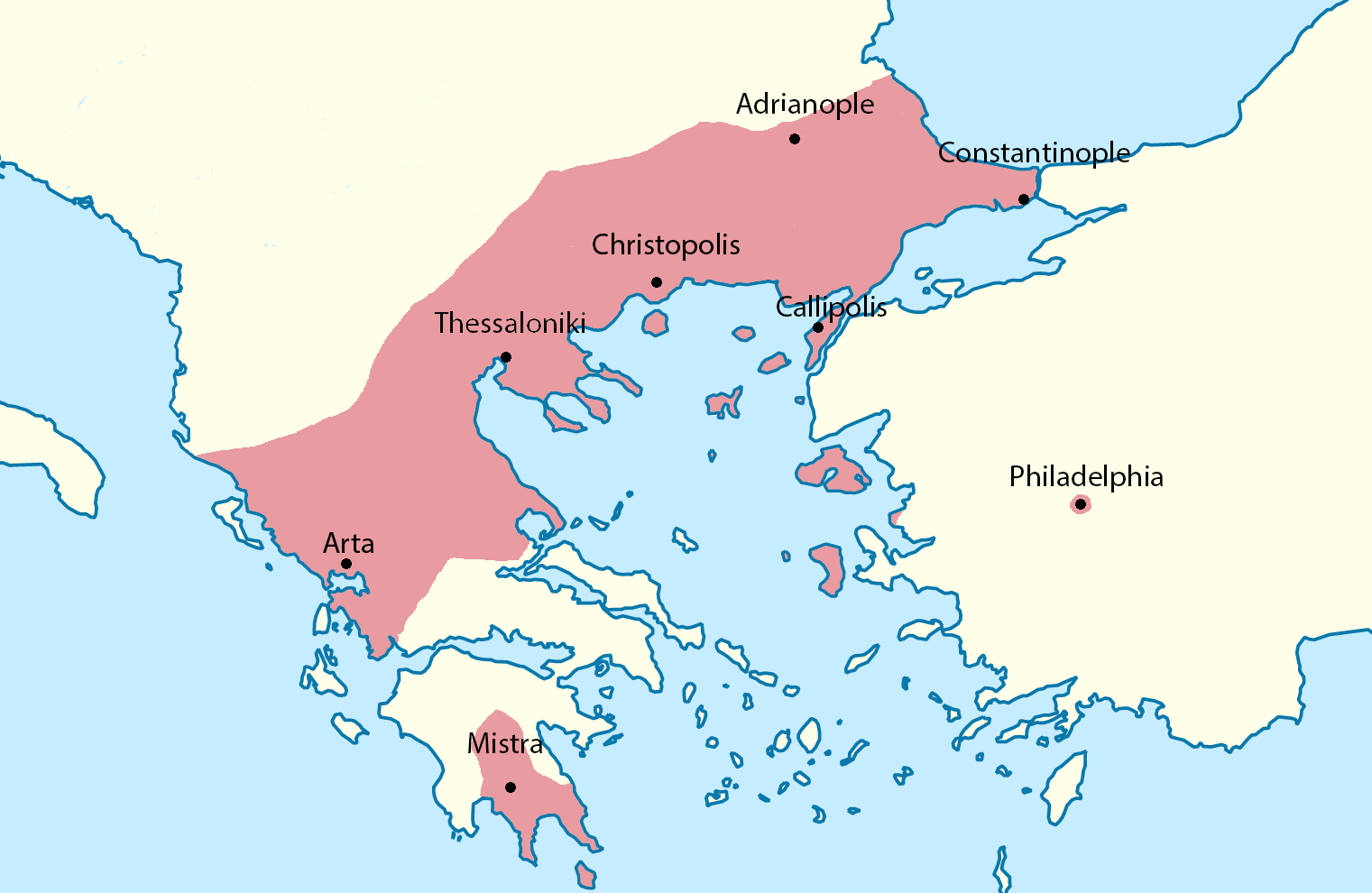
Byzantinisches Reich etwa zur Lebenszeit Palamas’ (ca. 1340)

### Jugend und frühe Phase des Mönchslebens
Gregorios Palamas stammte aus einem vornehmen Geschlecht kleinasiatischen Ursprungs; sein Vater, der byzantinische Senator Konstantin Palamas, war ein Vertrauter des byzantinischen Kaisers Andronikos II. und Erzieher von dessen Enkelsohns, des künftigen Kaisers Andronikos III. Schon als Kind kam Gregorios in engen Kontakt mit Mönchen. Als er sieben Jahre alt war, starb sein Vater. Darauf übernahm Andronikos II. die Verantwortung für seine Erziehung, und Gregorios wuchs zusammen mit dem gleichaltrigen Andronikos III. im kaiserlichen Palast auf. Seine Hochschulbildung erhielt er unter der Leitung des prominenten Gelehrten Theodoros Metochites. Sie bestand in erster Linie aus dem Studium der Schriften des Aristoteles zur Logik. Gregorios hielt wenig vom Studium der antiken Philosophie; er meinte, man solle sich nur so lange wie nötig damit befassen und sich dann so bald als möglich der Theologie zuwenden. Weltliche Studien hielt er für unvereinbar mit dem Leben eines Mönches, auf das er sich vorbereitete.
Im Alter von etwa zwanzig Jahren wurde er Mönch und bewog auch seine Mutter und seine vier jüngeren Geschwister zur monastischen Lebensweise. Mit seinen beiden Brüdern siedelte er sich auf dem Berg Athos an, wo sie sich der Leitung eines Hesychasten namens Nikodemos, der in der Nähe des Klosters Vatopedi lebte, unterstellten. Drei Jahre lang, bis zum Tod des Nikodemos, beschäftigte sich Gregorios mit asketischen Übungen. Dann wechselte er zum Kloster Megisti Lavra über. Nach drei Jahren trat er in die Skite Glossia ein. Dort blieb er zwei Jahre. Unter der Leitung eines berühmten Meisters, der Gregorios der Große genannt wurde, befasste er sich mit der Praxis des Hesychasmus. Um 1325 zwangen türkische Überfälle Gregorios Palamas und andere Mönche, die außerhalb der befestigten Anlagen der großen Klöster lebten, den Athos zu verlassen. Zunächst begab er sich nach Thessalonike, wo er 1326 zum Priester geweiht wurde. Später zog er sich mit zehn anderen Mönchen in eine Einsiedelei auf einem Berg im Gebiet von Berrhoia (heute Veria) zurück, wo er weitere fünf Jahre Askese und Hesychasmus praktizierte. Gemäß der hesychastischen Tradition verbrachte er fünf Tage in der Woche schweigend in völliger Einsamkeit, am Samstag und Sonntag widmete er sich dem Gespräch mit den Mitbrüdern. Er praktizierte also einen Mittelweg zwischen reinem Einsiedlerleben und klösterlicher Gemeinschaft.
Als serbische Überfälle das Leben auf dem Berg unsicher machten, kehrte Gregorios auf den Athos zurück, wo er sich in der Einsiedelei von St. Sabas niederließ und seinen gewohnten Lebensrhythmus fortsetzte. Zeitweilig war er Hegoumenos (Abt) des Klosters Esphigmenou, wo zweihundert Mönche lebten, doch kehrte er dann wieder nach St. Sabas zurück. Um 1334 begann er seine schriftstellerische Tätigkeit; er verfasste ein Heiligenleben sowie Abhandlungen über theologische Themen und Fragen des Mönchslebens. Zwei seiner damals entstandenen Traktate handeln vom Ausgang des Heiligen Geistes, einem Hauptpunkt im theologischen Konflikt mit der Römisch-katholischen Kirche. Dieses Thema war damals wegen der Verhandlungen über eine Wiedervereinigung (Kirchenunion) aktuell.

### Anfang des Konflikts um den Hesychasmus
Um 1330 kam der Mönch und humanistisch gesinnte Philosoph Barlaam von Kalabrien nach Konstantinopel. Dort war er 1334 auf der Seite der Griechen an Unionsgesprächen mit päpstlichen Gesandten beteiligt. Als Vertreter der neuplatonisch geprägten negativen Theologie des Pseudo-Dionysius Areopagita hielt er alle positiven Behauptungen über Gott für fragwürdig. Daher bestritt er, dass man über den Ausgang des Heiligen Geistes, den Hauptstreitpunkt zwischen östlicher und westlicher Kirche, Aussagen machen kann, die sich philosophisch als zwingend richtig erweisen lassen. Er plädierte dafür, der Auffassung der Kirchenväter zu folgen und im Übrigen die mit Argumenten nicht klärbare Frage privater theologischer Spekulation zu überlassen. Gregorios Palamas, den seine Freunde zu einer Stellungnahme aufforderten, trat für die gegenteilige Position ein. Ihm zufolge hat Gott, den die negative Theologie für unerkennbar hält, sich nicht nur den Aposteln und Kirchenvätern offenbart, sondern offenbart sich auch weiterhin der Kirche durch die Stimmen kompetenter Theologen. Demnach seien zuverlässige Aussagen über ihn möglich und als verbindliche Wahrheit zu betrachten. Den Behauptungen nichtchristlicher Philosophen hingegen sei kein Vertrauen zu schenken.
In Thessalonike erfuhr Barlaam von der Gebetsweise der hesychastischen Mönche, mit der versucht wurde, mittels einer Meditationstechnik eine Gottesschau zu erreichen und sogar den menschlichen Körper an der göttlichen Gnade teilhaben zu lassen. Dieses Verhalten betrachtete er als skandalöse Anmaßung ungebildeter Mönche, die er als omphalopsychoi („Menschen mit der Seele im Nabel“) bezeichnete, weil in der hesychastischen Meditation die Aufmerksamkeit auf den Nabel gelenkt wurde (Nabelschau). 1338 versuchte Barlaam vergeblich, in Konstantinopel ein Einschreiten der kirchlichen Behörden gegen die hesychastischen Athosmönche zu erreichen. Das Ergebnis war, dass ihm der Patriarch von Konstantinopel die Polemik gegen die Mönche verbot. Barlaam hielt sich nicht an diese Anweisung, sondern kehrte nach Thessalonike zurück und setzte seine Kritik gegen die Mönche fort.
Damit begann der Streit um den Hesychasmus, in dem Palamas die Verteidigung der Athosmönche übernahm. Es kam zu persönlichen Begegnungen zwischen Barlaam und Palamas, doch diese Versuche zur Beilegung des Konflikts scheiterten. Palamas verfasste die Triaden, drei Gruppen von je drei Abhandlungen zur theologischen Rechtfertigung des Hesychasmus. Barlaam veröffentlichte eine Erwiderung auf die erste Triade und setzte seine Bemühungen fort, eine Kirchenunion zu erreichen, bei der auf eine Festlegung in der strittigen Hauptfrage verzichtet werden sollte. Zu diesem Zweck schickte ihn der Kaiser zu Verhandlungen nach Avignon, doch besaß Barlaam kein kirchliches Verhandlungsmandat und erreichte nichts.
Im weiteren Verlauf der Auseinandersetzung stellten sich die maßgeblichen Autoritäten der Athos-Gemeinschaft hinter Palamas. Sie unterzeichneten den von ihm oder in seinem Auftrag verfassten Tomos hagioreitikos, der die Position Barlaams verdammte, ohne den Gegner namentlich zu erwähnen. Damit nahmen Mönche eine Lehrentscheidung vorweg, die nach traditioneller Auffassung nur einer Synode zustand. Neue Zusammenkünfte der beiden Widersacher blieben wiederum erfolglos. In einer Schrift Gegen die Messalianer griff Barlaam Palamas erstmals persönlich an und bezichtigte ihn der Häresie des Messalianismus; dieser war unter dem Vorwurf manichäischer Beeinflussung bereits 390 auf der Synode von Side und 431 auf dem Konzil von Ephesos verurteilt worden.

### Konzilien von 1341
Im Jahr 1340 begann Barlaam in Konstantinopel eine Kampagne mit dem Ziel, einflussreiche Kreise für eine kirchliche Verurteilung der Theologie des Palamas zu gewinnen. Seine Unterstützer konnten die Einberufung eines Konzils durchsetzen, das Palamas vorlud. Kaiser Andronikos III., der ein Jugendfreund von Palamas war, und Patriarch Johannes XIV. Kalekas wollten vor allem einen dogmatischen Streit vermeiden, der den Frieden in Reich und Kirche gefährden konnte. Hinsichtlich der theologischen Auseinandersetzung nahm der Patriarch eine unklare, schwankende Haltung ein; er wollte den Konflikt möglichst unauffällig durch disziplinarische Maßnahmen beenden, um einer inhaltlichen Stellungnahme auszuweichen. Darauf zielte auch die Politik des Kaisers ab; Andronikos verbot Barlaam, Palamas der Häresie zu bezichtigen. Dieser auf Befriedung und Beschwichtigung ausgerichtete Kurs der höchsten staatlichen und kirchlichen Autoritäten wirkte sich im Ergebnis zugunsten von Palamas aus, denn Palamas verteidigte den Status quo, während Barlaam der Angreifer war und eine Veränderung anstrebte.
Das Konzil trat am 10. Juni 1341 unter dem Vorsitz des Kaisers in der Hagia Sophia zusammen; seine Sitzung nahm nur einen einzigen Tag in Anspruch, und es nahmen nur wenige Bischöfe teil. Zuerst wurde Barlaam als Ankläger gehört, dann Palamas. Barlaam musste erkennen, dass die Mehrheit gegen ihn war. Er sah sich gezwungen, seine Auffassung als irrig zu widerrufen und um Verzeihung zu bitten, die ihm bereitwillig gewährt wurde. So endete das Konzil mit allgemeiner Versöhnung auf der Basis einer Kapitulation Barlaams. Für Palamas war es aber kein vollständiger Sieg, denn die Verurteilung der Position seines Gegners bedeutete nicht zwangsläufig, dass das Konzil sich vollumfänglich hinter seine Lehre stellte. Sogleich nach der Beendigung des Konzils verbot der Patriarch den Besitz von Barlaams antihesychastischen Schriften und ordnete die Aushändigung aller Exemplare an die kirchlichen Behörden an.
Wenige Tage nach der Konzilssitzung starb der Kaiser. Darauf begann Barlaam seine Angriffe erneut. Er fand aber so wenig Unterstützung, dass er sich entschied, das Reich zu verlassen und in den Westen zu emigrieren. Zum neuen Hauptgegner von Palamas wurde nun der Mönch und Theologe Gregorios Akindynos, der zuvor eine vermittelnde Position eingenommen hatte. Akindynos akzeptierte die hesychastische Gebetspraxis, bekämpfte aber deren theologische Rechtfertigung durch Palamas. Im August 1341 trat ein zweites Konzil zusammen, das den Beschluss des ersten bestätigte und Akindynos verurteilte.

### Theologischer Streit im byzantinischen Bürgerkrieg
Der verstorbene Kaiser Andronikos III. hinterließ einen neunjährigen Erben, Johannes V. Um die Regentschaft brach ein Streit zwischen dem Patriarchen Johannes Kalekas und dem mächtigen Adligen Johannes Kantakuzenos aus. Nach einer provisorischen Versöhnung verließ Kantakuzenos die Hauptstadt, worauf sich der Patriarch dort handstreichartig durchsetzte. Darauf ließ sich Kantakuzenos zum Kaiser ausrufen, doch anerkannte er weiterhin die Berechtigung des Thronanspruchs Johannes’ V., dessen Mitregent er sein wollte. Die Konflikte zwischen beiden führten daraufhin zu einem Bürgerkrieg und am 19. November 1341 krönte der Patriarch Johannes V. zum alleinigen Kaiser.
Palamas, der sich in Konstantinopel befand, setzte sich für einen Ausgleich ein; er ergriff nicht explizit Partei, doch war seine Sympathie für Kantakuzenos unverkennbar. Damit machte er sich den Patriarchen zum Feind. Der Patriarch begann den verurteilten Mönch Akindynos gegen Palamas auszuspielen. Um den politischen Wirren auszuweichen, zog sich Palamas in das Kloster St. Michael in Sosthenion in der Nähe der Hauptstadt zurück, doch weigerte er sich, Kantakuzenos fallenzulassen. Er verfasste neue Schriften zur Begründung seiner Haltung in den Konflikten um seine Theologie. Dies machte ihm der Patriarch, der eine Fortsetzung der Kontroverse um den Hesychasmus untersagt hatte, zum Vorwurf. 1343 wurde Palamas verhaftet; der Grund dafür waren nicht seine theologischen Aktivitäten, sondern der Verdacht, er unterstütze den Rebellen Kantakuzenos. Auf Veranlassung des Patriarchen wurde er in Konstantinopel in Klosterhaft genommen. Später wurde er jedoch in das Gefängnis des Kaiserpalastes gebracht, da der Haftgrund politisch und nicht theologisch war; daher durfte er seine Tätigkeit als theologischer Schriftsteller im Gefängnis fortsetzen. Die Regierungsgeschäfte lagen nun in der Hand der Kaiserin Anna, der Mutter Johannes’ V., die zwar mit dem Patriarchen in der Gegnerschaft zu Kantakuzenos übereinstimmte, ansonsten aber ihre eigenen Interessen vertrat.
Der Patriarch trat nun immer entschiedener als theologischer Gegner von Palamas auf und ließ Akindynos zunehmend freie Hand für Attacken auf den Palamismus. Ende 1344 ließ er den inhaftierten Palamas aus der Kirche ausschließen. Inzwischen hatten zahlreiche Theologen und kirchliche Würdenträger für oder gegen den Palamismus Stellung genommen, und die Besetzung von Schlüsselstellungen in der kirchlichen Hierarchie wurde unter dem Gesichtspunkt der Parteinahme im Palamismusstreit vorgenommen. Manche Bischöfe nahmen eine unklare oder schwankende Haltung ein. Hinter den Palamiten stand nicht das gesamte Mönchtum, vielmehr bestand unter den Mönchen auch eine starke Opposition gegen den Palamismus. Der Konflikt um den Palamismus und derjenige um die Kaiserwürde überlagerten sich, doch waren nicht alle Gegner des Kantakuzenos zugleich Anhänger des Patriarchen und des Akindynos, und nicht alle Parteigänger des Kantakuzenos waren Palamiten.
Dem Patriarchen gelang es, seine Machtstellung so weit auszubauen, dass er es wagen konnte, Akindynos zum Diakon und Priester zu weihen, um ihm den Weg zur Bischofswürde zu öffnen und ihm so theologische Autorität zu verschaffen. Bisher war Akindynos einfacher Laienmönch gewesen (in den Ostkirchen empfangen die meisten Mönche keine Priesterweihe). Mit diesem Schritt geriet der Patriarch aber in einen Konflikt mit der Kaiserin und ihrem Hof, denn Akindynos war von einem Konzil unter Kaiser Andronikos III., Annas verstorbenem Gemahl, als Häretiker verdammt worden.
Inzwischen begann Kantakuzenos im Bürgerkrieg die Oberhand zu gewinnen. Unter diesen Umständen näherte sich Kaiserin Anna dem palamitischen Lager. Schließlich beschloss sie, den Patriarchen, der sich durch die Weihe des Akindynos exponiert hatte, zu opfern. Im Januar 1347 berief sie ein Konzil ein, das die Konzilsbeschlüsse von 1341 gegen Barlaam bestätigte und den Patriarchen absetzte, weil er einen verurteilten Häretiker geweiht hatte. Damit war das Haupthindernis für eine Verständigung mit Kantakuzenos beseitigt. Am 2. Februar 1347 besetzten Kantakuzenos’ Truppen die Hauptstadt. Darauf holte die Kaiserin Palamas aus dem Gefängnis und schickte ihn als ihren Gesandten zum Sieger, um eine Vereinbarung auszuhandeln. Kantakuzenos wurde allgemein anerkannter Kaiser (Johannes VI.) als Mitherrscher des nun fünfzehnjährigen Johannes V.

### Palamas als Sieger und Erzbischof von Thessalonike

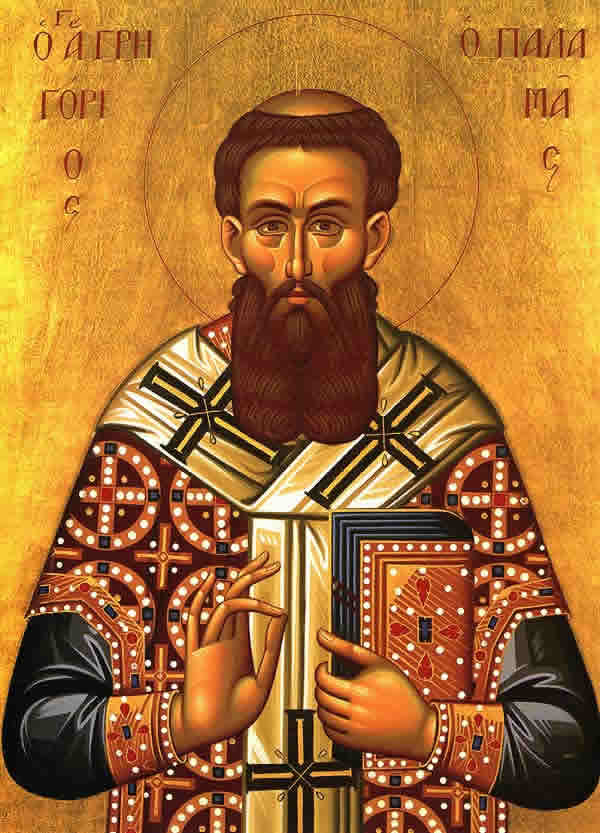
Ikone des hl. Gregorios Palamas

Mit dem militärischen Sieg des Kantakuzenos begann der endgültige theologische Siegeszug des Palamismus, der sich nun im Reich auf breiter Front durchsetzte, nachdem seine prominentesten Gegner durch verbindliche Konzilsbeschlüsse verdammt und damit diskreditiert waren. Anfang 1347 bestätigten kurz nacheinander zwei weitere Konzilien die früheren Beschlüsse. Eine entscheidende Weichenstellung war die Einsetzung des eifrigen Palamiten Isidoros zum neuen Patriarchen von Konstantinopel am 17. Mai 1347. Sogleich nach seiner Wahl weihte Isidoros 32 neue Bischöfe, darunter Palamas, der Metropolit von Thessalonike wurde und damit die zweitwichtigste Stellung in der byzantinischen Kirche erhielt. Die neuen Bischöfe hatten ein Glaubensbekenntnis abzulegen, mit dem sie sich zum Palamismus bekannten.
Dennoch gab es weiterhin Widerstand gegen die neuen Machtverhältnisse und damit auch gegen Palamas und den Palamismus. Die Unzufriedenheit, die bis zu offener Rebellion ging, speiste sich aus unterschiedlichen Motiven. Teils ging es um Opposition gegen die Person des neuen Patriarchen oder gegen den Aufstieg und wachsenden Einfluss hesychastischer Mönche in der Kirchenhierarchie, teils war Gegnerschaft zu Kantakuzenos die Triebkraft. Letzteres war in Thessalonike der Fall. Dort hatte eine adelsfeindliche Bewegung der ärmeren Schichten eine Revolte gegen die Mächtigen und Reichen ausgelöst. Die Erbitterung der an die Macht gekommenen Rebellen richtete sich besonders gegen die Anhänger des Kantakuzenos, der als ein Hauptrepräsentant des Hochadels galt. Daher weigerte sich Thessalonike, den neuen Kaiser anzuerkennen und dessen Verbündeten Palamas als Erzbischof zu akzeptieren. Diese Opposition war nicht gegen den Hesychasmus gerichtet. Erst Anfang 1350, nachdem Kantakuzenos sich auch in Thessalonike militärisch durchgesetzt hatte, konnte Palamas sein Amt antreten.
In Konstantinopel fanden die Antipalamiten einen neuen Anführer, den Theologen Nikephoros Gregoras. Nikephoros hatte erfolgreich gegen Barlaam disputiert und sich aus dem Streit um Akindynos herausgehalten, doch 1346 nahm er in einer Streitschrift gegen Palamas Stellung. Keine Geringere als die byzantinische Regentin Anna von Savoyen übernahm daraufhin die Verteidigung von Gregorios Palamas. 1351 wurde ein neues Konzil einberufen. Es tagte unter dem Vorsitz von Kaiser Johannes VI., hatte mehr Teilnehmer als die früheren und wurde von den nunmehr siegreichen Palamiten dominiert. Dennoch konnte die Minderheit der Antipalamiten, darunter Gregoras, ihre Argumente vortragen. Die Versammlung endete mit einem Bekenntnis zum Kern des Palamismus und der Verdammung der Antipalamiten, soweit diese keine Reue zeigten. Darauf wurden die Anführer der antipalamitischen Kräfte inhaftiert oder unter Hausarrest gestellt. Ein zweites, nur von Palamiten besuchtes Konzil im selben Jahr vollendete den Triumph des Palamismus, indem es sechs fundamentale theologische Fragen im palamitischen Sinne entschied. Beide Kaiser unterzeichneten die Konzilsbeschlüsse. Die Grundsätze des Palamismus wurden in das Synodikon der Orthodoxie, eine Zusammenfassung der orthodoxen Lehre, aufgenommen, womit sich die byzantinische Kirche den Palamismus endgültig als offiziell verbindliche Doktrin zu eigen machte. Die Widersacher des Palamismus wurden feierlich verflucht. Diese Entscheidung wurde in der Folgezeit von den anderen orthodoxen Kirchen übernommen.
Seine letzten Lebensjahre verbrachte Palamas großenteils in seiner Bischofsstadt Thessalonike. Ab 1352 litt er an der Krankheit, an der er später starb. In Thessalonike residierte auch Kaiser Johannes V. mit seiner Mutter Anna; von dort aus organisierten sie neuen Widerstand gegen den in Konstantinopel regierenden Johannes VI. Kantakuzenos. Johannes V. bat Palamas, in dem neu ausgebrochenen Konflikt zu vermitteln. Auf einem kaiserlichen Kriegsschiff machte sich Palamas auf den Weg zu seinem alten Verbündeten Kantakuzenos. Ungünstiges Wetter zwang das Schiff zur Landung in der Nähe von Gallipoli, wo die Türken, die diese Gegend bereits beherrschten, den Erzbischof und sein Gefolge gefangen nahmen.

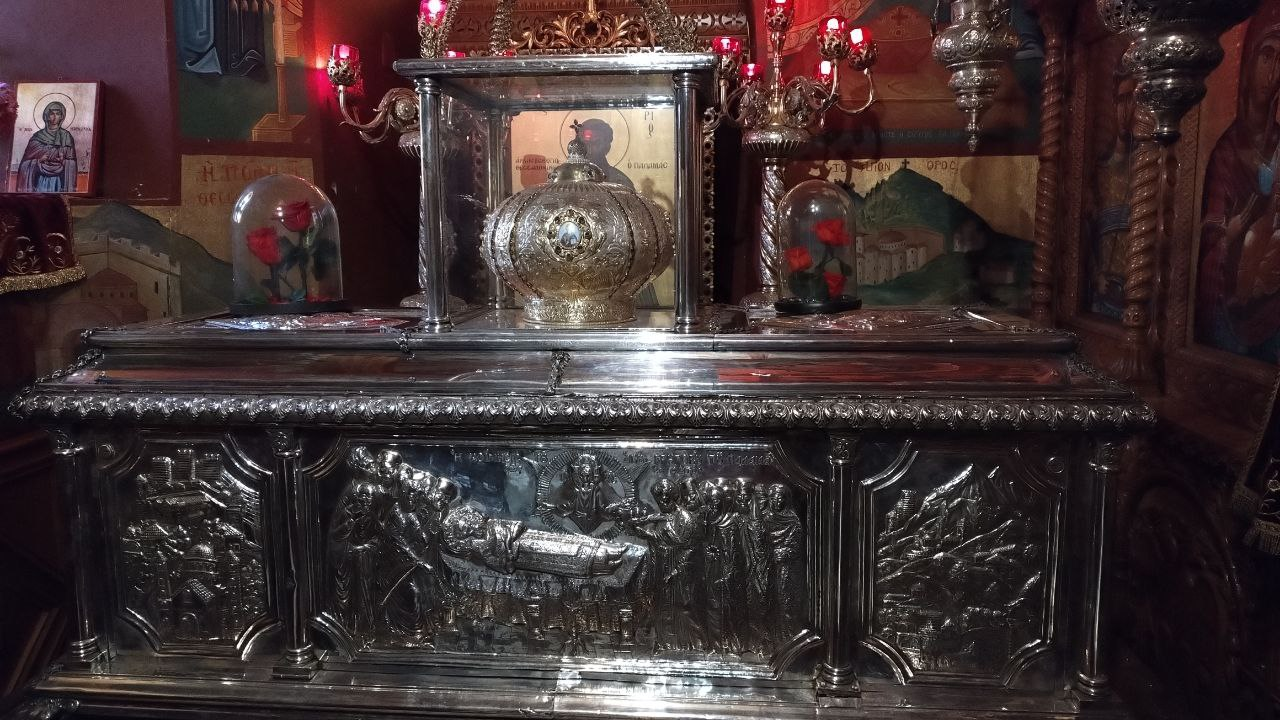
Die Gebeine von Palamas werden als Reliquien verehrt.

Wie bei vielen anderen Hesychasten war bei Palamas der griechische Patriotismus schwach ausgeprägt. Er träumte nicht von einer Rückeroberung Kleinasiens, sondern war bereit, sich gleichmütig mit dem Sieg des Islam abzufinden. Die Briefe, die er aus der türkischen Gefangenschaft schrieb, spiegeln diese Haltung. Sie unterschied sich stark von der Einstellung der byzantinischen Humanisten. Die Humanisten waren als Patrioten bereit, in Glaubensfragen der Westkirche Konzessionen zu machen, um militärische Unterstützung gegen die vordringenden Türken zu gewinnen. Die Palamiten hingegen betrachteten die Herrschaft von Nichtchristen über Christen als normalen Zustand, der zu akzeptieren sei. Für sie waren letztlich nur die religiösen Fragen wesentlich. Damit trugen sie zur defätistischen Stimmung im Byzantinischen Reich bei. Palamas wurde freigekauft und begab sich nach Konstantinopel. Dort hatte sich inzwischen Johannes V. gegen seinen Widersacher durchgesetzt. Ein Streitgespräch zwischen Palamas und Nikephoros Gregoras in Anwesenheit des Kaisers und eines päpstlichen Legaten endete ohne greifbares Ergebnis. Im Sommer 1355 kehrte Palamas nach Thessalonike zurück. Er und Gregoras setzten ihre Polemik in neuen Streitschriften fort. Am 14. November 1359 erlag Palamas seiner Krankheit. Er wurde in der Sophienkirche, der Kathedrale von Thessalonike, beigesetzt.

## Lehre
Palamas hat seine Lehre nie umfassend als System dargelegt und begründet, sondern nur eine knappe Zusammenfassung, die „150 Kapitel“, und ein Glaubensbekenntnis geschrieben. Dieser Umstand hängt mit seiner fundamentalen Skepsis gegenüber einer wissenschaftlich angelegten Theologie oder Metaphysik zusammen. Der Schwerpunkt seines umfangreichen Werks (135 Titel) liegt auf dem Gebiet der dogmatischen Polemik. In seinen 63 erhaltenen Predigten wird der Hesychasmus nur am Rande thematisiert. Daher muss die Lehre aus seinen polemischen Schriften und seinen Briefen, die auf jeweils aktuelle Einzelfragen Bezug nehmen, erschlossen werden. Der Palamismus als Komplex von einigen theologischen Überzeugungen ist aber durch die Konzilsbeschlüsse klar definiert.

### Kernaussagen des Palamismus
Der Palamismus lässt sich in folgenden sechs Kernaussagen des im Sommer 1351 abgehaltenen palamitischen Konzils von Konstantinopel zusammenfassen:
- In Gott besteht ein Unterschied zwischen Wesen (griechisch οὐσία ousía) und Energien (griechisch ἐνέργειαι enérgeiai).
- Sowohl das Wesen als auch die Energien sind ungeschaffen.
- Aus dieser Unterscheidung folgt aber nicht, dass Gott etwas aus unterschiedlichen Elementen Zusammengesetztes (griechisch σύνθετον sýntheton) ist, denn obwohl der Unterschied real ist, handelt es sich nicht um zwei ontologisch eigenständige Realitäten. Vielmehr beziehen sich beide Begriffe nur auf einen einzigen einfachen Gott, der sowohl in seinem Wesen als auch in jeder seiner Energien vollständig präsent ist. Der Unterschied ist, dass der eine Begriff (Wesen) sich auf Gott unter dem Gesichtspunkt seiner Unfassbarkeit aus der Sicht der Geschöpfe bezieht und der andere (Energien) auf Gott hinsichtlich der Tatsache, dass er sich den Geschöpfen offenbart.
- Die Energien können mit dem Begriff „Gottheit“ bezeichnet werden, ohne dass dadurch aus Gott zwei Götter werden. Dies entspricht auch dem Sprachgebrauch der Kirchenväter.
- Die Aussage „Gottes Wesen übertrifft (griechisch ὑπέρκειται hypérkeitai) die Energie“ ist korrekt und in Übereinstimmung mit der Lehre der Kirchenväter.
- Für den Menschen ist eine wirkliche Teilhabe (griechisch μετοχή metochḗ) an Gott möglich. Diese bezieht sich aber nicht auf das göttliche Wesen, sondern darauf, dass göttliche Energie dem Menschen tatsächlich offenbart und damit zugänglich gemacht ist.

### Verhältnis zur Philosophie
Ein Hauptmerkmal des Palamismus ist sein scharfer Gegensatz zu einer philosophischen Strömung, deren profiliertester Wortführer Palamas’ Gegner Barlaam ist. Diese Strömung wird in moderner Terminologie oft als „humanistisch“ (im Sinne des westlichen Renaissance-Humanismus) bezeichnet. Barlaam steht in der Tradition des antiken Neuplatonismus und der damit verbundenen negativen Theologie. Dabei beruft er sich insbesondere auf den spätantiken Theologen Pseudo-Dionysius Areopagita, der in der östlichen ebenso wie in der westlichen Kirche größtes Ansehen genoss, und betont dessen Übereinstimmung mit nichtchristlichen antiken Philosophen hinsichtlich der göttlichen Transzendenz. Barlaam unterscheidet scharf zwischen dem Bereich des Ungeschaffenen (Gott), der als solcher menschlichem Denken und auch aller menschlichen Erfahrung prinzipiell verschlossen sei, und dem Bereich der geschaffenen Dinge als legitimem Betätigungsfeld des Verstandes. Auf dem Gebiet des weltlichen Wissens sind für Barlaam Platon und Aristoteles Autoritäten höchsten Ranges, so wie die Bibel und die Kirchenväter in der Theologie. Wegen der Unerreichbarkeit Gottes seien die theologischen Aussagen über ihn – etwa hinsichtlich der zwischen West- und Ostkirche strittigen Fragen – kaum mehr als Gedankenspiele. Gott sei nur durch die von ihm geschaffene Welt erkennbar, da nur sie wahrnehmbar sei; darüber hinaus seien nur negative Aussagen sinnvoll, die bestimmen, was Gott nicht ist. Daher ist die Philosophie (womit die Wissenschaft insgesamt gemeint ist) für Barlaam das Beste, worüber der Mensch, der erkennen will, verfügt. Dies gelte für nichtchristliche wie für christliche Philosophie gleichermaßen, denn es gebe nur eine Weisheit, die von allen Philosophen erstrebt werde und erreicht werden könne.
Dem stellt Palamas seine Überzeugung entgegen, wonach die nichtchristliche antike Philosophie keinesfalls einen Weg zu Gott darstellen kann. Die Bestrebungen der antiken Philosophen – sowohl Platons und Aristoteles’ als auch der Neuplatoniker – seien irregeleitet, da ihnen keine Unterstützung durch die göttliche Gnade zuteilgeworden sei. Der Mensch sei nämlich prinzipiell unfähig, mittels eigener Bemühungen auf einem philosophischen Weg Gott zu erreichen. Das Wissen, welches ihm die Wissenschaft erschließe, sei im Grunde unwesentlich, auch insoweit es wahr ist, da es nicht zur Erlösung beitrage. Die Annahme von platonischen Ideen als kosmologischen Ursachen sei unsinnig, denn wenn Ideen der Dinge im Geist Gottes Voraussetzung für die Erschaffung dieser Dinge seien, müsse man ebenso davon ausgehen, dass diese Ideen ihrerseits Ideen von Ideen voraussetzen, was zu einem infiniten Regress führe. Die antiken Neuplatoniker, die von göttlichen oder übermenschlichen Wesen schreiben, an die der erlösungsbedürftige Mensch sich wenden könne, seien von Dämonen irregeführt worden. Überhaupt seien die antiken Götter und auch das Daimonion des Sokrates nicht Einbildungen, sondern real existierende Wesen, nämlich Engel des Teufels.
Die Logik des Aristoteles könne dem Menschen nicht einmal dazu verhelfen, eine apodiktische Aussage über etwas Geschaffenes zu machen, denn ihre Schlüsse seien von Prämissen abhängig, die letztlich auf Sinneswahrnehmung beruhen. Da die menschliche Sinneswahrnehmung begrenzt sei, könne sie nicht einmal zu sicherem Wissen über ein weltliches Erkenntnisobjekt führen, denn ihr seien nicht alle dafür erforderlichen Fakten zugänglich. Erst recht sei sie zu Aussagen über die göttliche Transzendenz außerstande; diese erschließe sich nur religiöser Erfahrung. Jede aristotelische Argumentation setze die Phänomene voraus, auf die sie sich beziehe. Die Phänomene seien primär und ihre Untersuchung durch die Logik sei immer sekundär. Es sei sinnlos, in der Zeit nach einem Ausgangspunkt der aristotelischen Beweisführung zu suchen, denn bei einer Suche in der Vergangenheit könne man immer nur auf noch frühere Phänomene stoßen. Die Logik sei vom Verstand des Menschen, der erst als letztes unter den Geschöpfen entstanden sei, abhängig.

### Hesychastische Praxis
Ein zentrales Element des Hesychasmus ist die Auffassung, dass nicht nur die Seele, sondern auch der Körper des Menschen an dem zur Gotteserkenntnis führenden Gebet teilzunehmen hat. Dies äußert sich in der festgelegten hesychastischen Gebetspraxis, zu der körperbezogene Vorschriften wie die Konzentration auf den Nabel und eine besondere Regulierung des Atems gehören. Nach diesem Konzept ist der Körper sogar an der Gottesschau beteiligt und hat damit einen Zugang zur Gottheit. Diese Einbeziehung des Körpers steht im Gegensatz zur traditionellen (neu)platonischen Lehre, die den Erkenntnisvorgang als rein seelischen Prozess einstuft und den Körper als bloßes Hindernis wertet, das sich dem Aufstieg der Seele zur Schau des Göttlichen durch seine materielle Beschaffenheit widersetzt.
Barlaam kritisiert den Hesychasmus mit dem Argument, die Einbeziehung des Körpers führe dazu, dass sich die Seele diesem zuwende und, wenn sie körperbezogene Aktivitäten liebe, von Finsternis erfüllt werde. Dem stellt Palamas seine Behauptung entgegen, dass der Körper durch seine Einbeziehung in eine hesychastische Spiritualität die Seele nicht behindere und herabziehe; vielmehr werde er durch sein mit der Seele gemeinsames Handeln emporgehoben. Der Geist werde dabei nicht ans Fleisch gebunden, sondern das Fleisch werde zu einer Würde erhoben, die der des Geistes nahe sei. Im spirituellen Menschen vermittle die Seele dem Körper die göttliche Gnade. Dies ermögliche dem Leib eine Erfahrung des Göttlichen, wodurch er es dann ebenso wie die Seele erlebe. Unter diesem Eindruck gebe der Körper seine Neigung zum Üblen auf und erstrebe nunmehr seine eigene Heilung und Vergöttlichung (Theosis). Ein Beispiel dafür seien die Tränen der Reue, die der Körper beim Gebet vergieße. Wenn der Körper keinen Anteil an der spirituellen Praxis hätte, wäre es auch überflüssig, dass man fastet oder betend niederkniet oder aufrecht steht, denn alle solchen Betätigungen des Körpers wären dann nur unerwünschte Ablenkungen der Seele von ihrer Aufgabe. Abzulehnen sei das, was von den spezifisch körperlichen Vergnügen verursacht wird und die Seele durch angenehme Empfindungen beeinflusst. Was aber von der Seele, wenn sie von spiritueller Freude erfüllt sei, im Körper bewirkt werde, das sei eine spirituelle Realität, auch insoweit es den Körper betrifft. Eine Reinigung allein des Gemüts sei unzureichend. Sie sei zwar leicht möglich, doch komme es dann von Natur aus auch leicht zum Rückfall in den früheren Zustand. Ihr sei eine dauerhafte Reinigung vorzuziehen, die alle Fähigkeiten und Kräfte der Seele und des Körpers einbeziehe.
Nachdrücklich widerspricht Palamas der Behauptung der Gegenseite, das hesychastische Gebet bestehe in der mechanischen Anwendung einer Technik, die darauf abziele, spirituelle Ergebnisse herbeizuführen und so die göttliche Gnade herbeizuzwingen. Diese Unterstellungen bezeichnet er als verleumderisch. Der Zweck der körperbezogenen Vorschriften sei vielmehr nur die Erzeugung und Bewahrung der unerlässlichen Konzentration. Dies sei insbesondere für Anfänger wesentlich.
Ein weiterer Kritikpunkt betrifft das ununterbrochene „monologische“ Gebet, das die Hesychasten mit Berufung auf die Bibelstelle 1 Thess 5,17  („Betet ohne Unterlass!“) praktizieren. Aus Barlaams Sicht handelt es sich dabei um einen passiven Zustand. Darauf erwidert Palamas, dieses Gebet sei vielmehr eine bewusste Aktivität des Menschen, der damit auch seine Dankbarkeit ausdrücke. Es gehe nicht darum, Gott zu etwas zu bewegen, denn Gott handle stets aus eigenem Antrieb, und auch nicht darum, ihn zum Beter hinzuziehen, denn Gott sei ohnehin überall, sondern der Beter erhebe sich dadurch zu Gott.
Ein wesentlicher Bestandteil der hesychastischen Erfahrung, auf deren Einzelheiten Palamas nur beiläufig eingeht, sind die Lichtvisionen der Mönche. Die betenden Hesychasten meinen ein überirdisches Licht wahrzunehmen, das sie mit dem Licht gleichsetzen, in dem den Evangelien zufolge Christus auf einem Berg verklärt wurde. Dieses Licht wird Taborlicht genannt, denn bei dem Berg handelt es sich nach außerbiblischer Überlieferung um den Berg Tabor. Barlaam dagegen leugnet diese Lichtvisionen und hält sie für unmöglich.

### Theorie der Gotteserkenntnis
Die Theorie der Gotteserkenntnis bildet den Kern von Palamas’ Lehre, denn hier geht es um sein Hauptanliegen, die Verteidigung der hesychastischen Praxis gegen die Kritik, sie gehe von falschen Annahmen über die Erkennbarkeit Gottes aus. Besonders anstößig ist für die Gegner des Hesychasmus und des Palamismus die Behauptung, dass das, was die betenden Hesychasten erleben, nichts Geringeres als eine unmittelbare Erfahrung (πείρα peira) Gottes in seiner ungeschaffenen Wirklichkeit sei. Die Einbeziehung des Körpers in die hesychastische Gottesschau läuft nach Ansicht der Kritiker auf die Behauptung hinaus, der immaterielle und transzendente Gott könne mit irdischen Augen gesehen werden – für die Antihesychasten eine ungeheuerliche Vorstellung. Im Brennpunkt der Kritik steht dabei die Annahme der Hesychasten, das Licht, das sie zu sehen behaupten, sei ungeschaffen und somit göttlich. Barlaam stellt dem die Auffassung entgegen, jedes vom Menschen wahrnehmbare Licht, auch das Taborlicht, sei ein sinnliches, vergängliches Phänomen. Das Taborlicht könne nur insofern göttlich genannt werden, als es ein Symbol des Göttlichen sei.
Palamas hält die Existenz und die Einzigkeit Gottes für zwingend beweisbar, inhaltliche Aussagen über sein Wesen jedoch für unmöglich. Trotz der Unzugänglichkeit von Gottes Wesen meint er, eine unmittelbare Gotteserfahrung sei jedem Christen dank der Selbstoffenbarung Gottes grundsätzlich möglich. Eine theoretische Grundlage für diese Behauptung schafft er mit der Unterscheidung zwischen Gottes unzugänglichem Wesen und seinen offenbarten und daher erfahrbaren Energien (Wirkkräften). Diese Unterscheidung ist als eine reale gemeint, also nicht als bloßes gedankliches Konstrukt, dessen der nach Verständnis suchende menschliche Geist bedarf. Daher wird Palamas in der Polemik seiner Gegner „Zweigötterei“ (Ditheismus) oder gar „Vielgötterei“ vorgeworfen. Die Energien ordnet er ebenso wie das Wesen dem Bereich des Ungeschaffenen zu. Er erklärt, dass der einfache, unteilbare Gott in jeder seiner ungeschaffenen Energien ebenso gänzlich anwesend sei wie in seinem eigenen Wesen. Damit wird vorstellbar, dass sich die menschliche Erfahrung auch auf den Bereich des Ungeschaffenen erstreckt, insoweit dieses sich zu erkennen gibt. So wird die ontologische Kluft zwischen Schöpfer und Schöpfung in bestimmter Hinsicht überbrückt. Zwar betont Palamas diese Kluft zwischen dem Ungeschaffenen (Gottes Wesen und Energien) und dem Geschaffenen (der gesamten Schöpfung), womit er sich vom neuplatonischen Modell einer stufenweisen Emanation (Ausfluss) der Gottheit in die Welt distanziert, doch erkenntnistheoretisch benötigt er eine Überbrückung.
Indem Palamas das Taborlicht unter die ungeschaffenen Energien Gottes einreiht, kann er die Lichtvision als Gottesschau auffassen. Damit reagiert er auf die Kritik Barlaams, wonach die Hesychasten das Taborlicht als eine göttliche Substanz betrachten. Dem Vorwurf, er halte Gott für sinnlich wahrnehmbar, hält er entgegen, die hesychastische Schau sei nicht sinnlich, da sie nicht durch die Sinne empfangen werde. Es sei in Wirklichkeit keine Sinneswahrnehmung, denn der Hesychast sehe das Licht nicht durch seinen Leib, sondern durch den Heiligen Geist.
Zu den Energien gehören nach der palamitischen Lehre auch die ungeschaffene Gnade (χάρις ἄκτιστος cháris áktistos), die von einer geschaffenen Gnade unterschieden wird, sowie Gottes Güte und Leben. Die Fähigkeit der Heiligen, Wunder zu verrichten, sei einer in ihnen wirkenden ungeschaffenen Macht zu verdanken, denn anderenfalls würde es sich um natürliche Vorgänge handeln. Somit sei in den Heiligen etwas Ungeschaffenes. Mit dieser Überlegung gelangt Palamas zu der für seine Gegner schockierenden Feststellung, der durch Gnade vergöttlichte Mensch erlange den Status eines durch Gnade Ungeschaffenen. Der vergöttlichte Mensch sei dank seiner Teilhabe „Gott durch Gnade“, Gottes Leben werde sein Leben, Gottes Existenz seine Existenz.
Mit solchen kühnen Formulierungen führt Palamas allerdings nicht eine völlig neue Lehre ein, sondern er stützt sich in zentralen Punkten inhaltlich auf die Autorität des sehr angesehenen Kirchenschriftstellers Maximos Homologetes. Auch sonst berufen sich in dem Konflikt beide Seiten gern auf allgemein anerkannte theologische Autoritäten und werfen der Gegenseite Abweichung von der Tradition und Häresie vor. Die Antipalamiten benennen als Kronzeugen für die Richtigkeit ihrer Positionen den angeblichen Apostelschüler Pseudo-Dionysius Areopagita.
Palamas bezeichnet die Energien als wirkliche Dinge (πράγματα prágmata) in dem Sinne, dass die für sie verwendeten Begriffe keine leeren Wörter seien, nicht aber in dem Sinne, dass ihnen eine eigenständige Existenz zukomme. Sie seien von Gottes Essenz nicht zu trennen. In gewisser Hinsicht seien sie mit ihr identisch, in anderer nicht; in gewisser Hinsicht seien sie Akzidenzien, in anderer nicht. Sie seien etwas anderes als der Heilige Geist und auch nicht als Eigenschaften Gottes zu bezeichnen. Die unzugängliche Essenz Gottes nennt Palamas „obere Gottheit“, die Energien „hinabsteigende Gottheit“ (was nicht im Sinne von „untere“ oder „niedrigere“ Gottheit gemeint ist); dies wird von gegnerischer Seite als Abweichung vom christlichen Monotheismus gedeutet. Seine zögernde Haltung bei seinen Versuchen, die Energien zu umschreiben, lässt sein Dilemma erkennen. Er ist in seinen Auseinandersetzungen mit philosophisch argumentierenden Gegnern auf das damals konkurrenzlose Instrument der aristotelischen Terminologie angewiesen, obwohl er der Überzeugung ist, dass philosophisches Denken und philosophische Begriffe zur Beschreibung der göttlichen Wirklichkeit grundsätzlich ungeeignet sind.
Die durch Betrachtung (Kontemplation, griechisch θεωρία theoría) gewonnene Gotteserkenntnis ist für Palamas kein Wissen (Gnosis) bzw. kann höchstens in einem metaphorischen, uneigentlichen Sinne als solches bezeichnet werden; er hält sie vielmehr für allem Wissen weit überlegen.

## Rezeption

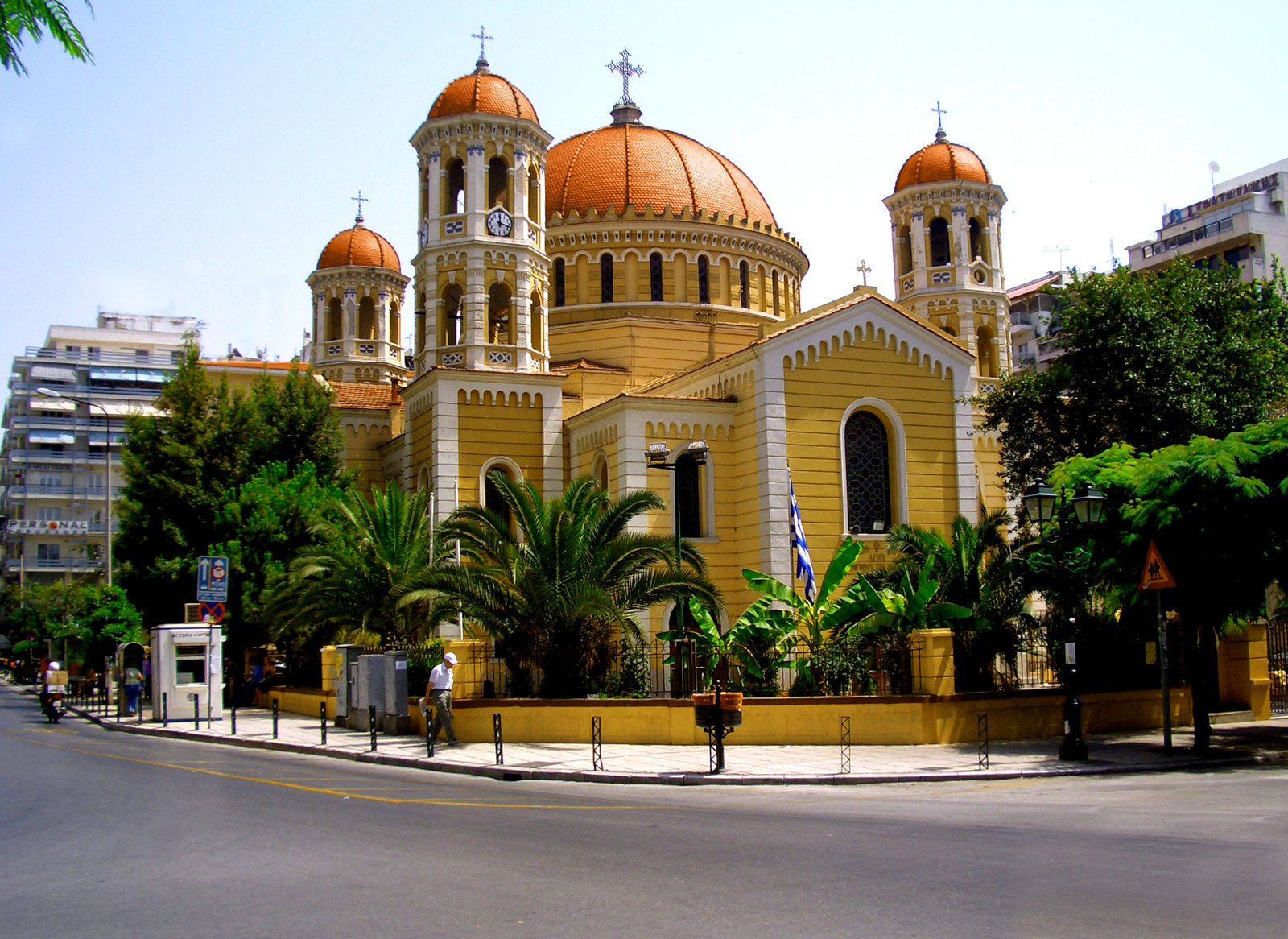
Metropolitankirche des hl. Gregorios Palamas, Thessaloniki, wo sich seine Reliquien befinden

Schon bald nach seinem Tod wurde Palamas vielerorts kultisch verehrt. 1368 folgte bereits die Kanonisation, die der Patriarch Philotheos Kokkinos, ein eifriger Palamit, vornahm. Palamas’ Name und seine Lehre gingen 1352 in das Synodikon der Orthodoxie ein, das am Sonntag der Orthodoxie (1. Fastensonntag) verlesen wird. Als seine Gedenktage wurden der zweite Fastentag sowie sein Todestag festgelegt.
Palamas erlebte im 14. und 15. Jahrhundert eine breite Rezeption in der griechisch-orthodoxen Theologie. Ab 1347 nahmen seine Schüler und deren Schüler hohe und höchste kirchliche Ämter ein, darunter das des Patriarchen von Konstantinopel. Antipalamitische Positionen wurden im Byzantinischen Reich nach seinem endgültigen Sieg nicht mehr geduldet; führende Antipalamiten gingen ins Exil oder traten zum römisch-katholischen Glauben über. Außerhalb des Machtbereichs des byzantinischen Kaisers – in Russland, Syrien und Zypern – hielt sich der Widerstand gegen den Palamismus aber noch lange. 1439 stellte der Palamismus als verbindliche Lehre der orthodoxen Kirche bei den Unionsverhandlungen zwischen West- und Ostkirche auf dem Konzil von Florenz ein potentielles Hindernis dar. Das Problem wurde umgangen, indem die byzantinische Seite eine Diskussion darüber strikt verweigerte. Schließlich fand man Formulierungen, die sowohl in einem katholischen als auch in einem palamitischen Sinn gedeutet werden konnten, und eine ausdrückliche Verurteilung des Palamismus wurde vermieden. In der Zeit der Türkenherrschaft finden sich relativ wenige explizite Bezugnahmen auf Palamas, aber seine Lehre blieb weiterhin unangefochten die offizielle theologische Position der Griechisch-Orthodoxen Kirche.
Palamismus und Hesychasmus haben im 19. und frühen 20. Jahrhundert von der russischen Imjaslavie-Bewegung (Verehrung des Namens Gottes) neue Impulse erhalten, die bis in unser Jahrhundert wirksam sind. Der 1936 in Athen abgehaltene Kongress orthodoxer Theologen führte zu einer Renaissance des Palamismus, der vor allem durch John Meyendorff weiter- und umgestaltet wurde. Diese als Neupalamismus bezeichneten Bestrebungen wurden von ihren Befürwortern als Rückbesinnung auf die Wurzeln und die wahre Identität der Orthodoxie propagiert. Aus neupalamitischer Sicht erscheint Gregorios Palamas als „der größte Theologe der Ostkirche im zweiten Jahrtausend“.
Palamas’ Schriften werden in der 1962 begonnenen Gesamtausgabe (Gregoriou tou Palama Syngrammata) neu herausgeben; einige sind noch unediert, viele noch nicht in moderne Sprachen übersetzt.
Seit dem 20. Jahrhundert streiten Theologen und Kirchenhistoriker – oft von Gesichtspunkten moderner Theologie beeinflusst – über die Frage, ob der Palamismus als Entfaltung und Weiterentwicklung der griechischen Theologie der Patristik anzusehen ist, wie Palamas selbst meinte, oder ob es sich um eine grundsätzliche Neuerung und damit einen Traditionsbruch handelt, wie der Standpunkt der mittelalterlichen und neuzeitlichen Gegner des Palamismus lautet. Für die Kontinuitätsthese plädieren orthodoxe Theologen wie Meyendorff und Vladimir Lossky; zu den Vertretern der gegenteiligen Auffassung zählen u. a. Gerhard Podskalsky und Dorothea Wendebourg. Aus konfessioneller Sicht erscheint in der fortdauernden Debatte zwischen katholischen, anglikanischen und orthodoxen Theologen die Kontinuitätsfrage als Legitimitätsfrage. Von orthodoxer Seite wird argumentiert, die westliche Kritik am Palamismus setze spezifisch westliche, aus der Scholastik stammende Vorstellungen unreflektiert voraus.

## Ausgaben und Übersetzungen
- Panagiotes K. Chrestou (Hrsg.): Gregoriou tou Palama Syngrammata. 5 Bände, Thessaloniki 1962–1992 (kritische Ausgabe; nur fünf der ursprünglich geplanten sechs Bände erschienen)
- Nicholas Gendle (Übersetzer): Gregory Palamas: The Triads. Paulist Press, New York 1983, ISBN 0-8091-2447-5 (englische Übersetzung eines Teils der 1973 erschienenen Triaden-Edition von Jean Meyendorff)
- Jean Meyendorff (Hrsg.): Grégoire Palamas: Défense des saints hésychastes. 2 Bände, 2., überarbeitete Auflage, Leuven 1973 (kritische Edition der Triaden mit französischer Übersetzung)
- Ettore Perrella (Hrsg.): Gregorio Palamas: Atto e luce divina. Scritti filosofici e teologici. Bompiani, Milano 2003, ISBN 88-452-9234-7 (erster Band einer dreibändigen Gesamtausgabe der Werke; unkritische Ausgabe der griechischen Texte mit italienischer Übersetzung)
- Ettore Perrella (Hrsg.): Gregorio Palamas: Dal sovraessenziale all’essenza. Confutazioni, discussioni, scritti confessionali, documenti dalla prigionia fra i Turchi. Bompiani, Milano 2005, ISBN 88-452-3371-5 (zweiter Band einer dreibändigen Gesamtausgabe der Werke; unkritische Ausgabe der griechischen Texte mit italienischer Übersetzung)
- Ettore Perrella (Hrsg.): Gregorio Palamas: Che cos'è l’ortodossia. Capitoli, scritti ascetici, lettere, omelie. Bompiani, Milano 2006, ISBN 88-452-5668-5 (dritter Band einer dreibändigen Gesamtausgabe der Werke mit Register für alle drei Bände; unkritische Ausgabe der griechischen Texte mit italienischer Übersetzung)
- Georgios Makedos (Übers.): Zugunsten der Hesychasten oder Welche die wahre Erkenntnis ist, wie sie uns zukommt, und dass sie uns im unerschaffenen Licht Gottes gewährt wird. Edition Hagia Sophia, Wachtendonk 2022, ISBN 978-3-96321-028-0.